# Default (Band)
Default ist eine kanadische Post-Grunge-Band aus Vancouver, die 2001 mit dem Titel Wasting My Time aus ihrem ersten Album (The Fallout) einen internationalen Hit hatte. Bis zu ihrer Auszeit im Jahr 2011 hatte die Band vier Studioalben veröffentlicht.

## Geschichte
Entdeckt wurde die Band von Nickelback-Frontmann Chad Kroeger, der daraufhin sowohl das erste Album produzierte als auch als Co-Autor tätig war. Gleich die erste Single Wasting My Time wurde zur bisher erfolgreichsten der Band. Die Single konnte sich nicht nur in den Vereinigten Staaten in den Charts platzieren, sondern zum Beispiel auch in Großbritannien, Australien und den Niederlanden. Die zweite Single, Deny erreichte zwar ähnliches Airplay, konnte sich aber nicht in den offiziellen Charts platzieren. Das zweite Album Elocation wurde ebenfalls von Chad Kroeger produziert, erreichte aber nicht ganz so hohe Chartplatzierungen wie sein Vorgänger. Mit dem dritten Album One Thing Remains legte man den Fokus nicht mehr so stark auf die Produktionen Kroegers, das Album wurde dadurch härter. Es konnte im Jahr 2009 in den US-Charts immerhin Platz 90 erreichen. Aufgrund der Insolvenz des Labels TVT Records veröffentlichten Default ihr viertes Studioalbum mit dem Titel Comes and Goes im September 2009 bei EMI. Erst über ein Jahr später, im Oktober 2010, wurde das Album in den USA veröffentlicht. Im Jahr 2011 gab die Band bekannt, zu Gunsten der Solokarriere von Dallas Smith eine Pause einzulegen. Im September 2013 bestätigte die Band nochmals, dass sie sich nicht aufgelöst habe, die einzelnen Mitglieder aber mit anderen Projekten beschäftigt seien. Leadsänger Dallas Smith hat seit der vorübergehenden Trennung zwei Soloalben und eine EP veröffentlicht, Bassist Dave Benedict ist Sänger in einer Band mit dem Namen Citizens Unite.

## Wissenswertes
Verschiedene Lieder der Band wurden in Videospielen der Firma Electronic Arts verwendet, so zum Beispiel Deny in NHL 2003. The Memory Will Never Die vom Album One Thing Remains war Titelsong von Wrestlemania 23. Der Titel Blind war auf dem Soundtrack des ersten Spider Man-Films, bei dem Chad Kroeger den Titelsong Hero gesungen hatte.

## Diskografie

### Alben
| Jahr | Titel Musiklabel              | Höchstplatzierung, Gesamtwochen, AuszeichnungChartplatzierungen (Jahr, Titel, Musiklabel, Platzierungen, Wochen, Auszeichnungen, Anmerkungen) | Höchstplatzierung, Gesamtwochen, AuszeichnungChartplatzierungen (Jahr, Titel, Musiklabel, Platzierungen, Wochen, Auszeichnungen, Anmerkungen) | Höchstplatzierung, Gesamtwochen, AuszeichnungChartplatzierungen (Jahr, Titel, Musiklabel, Platzierungen, Wochen, Auszeichnungen, Anmerkungen) | Anmerkungen                                                 |
| Jahr | Titel Musiklabel              | UK | US | CA | Anmerkungen                                                 |
| ---- | ----------------------------- | --- | --- | --- | ----------------------------------------------------------- |
| 2002 | The Fallout TVT Records       | — | US51 Platin · (47 Wo.)US | CA— PlatinCA | Erstveröffentlichung: 2. Oktober 2001 Verkäufe: + 1.100.000 |
| 2003 | Elocation TVT Records         | — | US105 (3 Wo.)US | CA— GoldCA | Erstveröffentlichung: 25. November 2003 Verkäufe: + 50.000  |
| 2005 | One Thing Remains TVT Records | — | US90 (2 Wo.)US | — | Erstveröffentlichung: 11. Oktober 2005                      |
| 2010 | Comes and Goes EMI Canada     | — | US137 (1 Wo.)US | — | Erstveröffentlichung: 29. September 2009                    |

### Singles
| Jahr | Titel Album                 | Höchstplatzierung, Gesamtwochen, AuszeichnungChartplatzierungen (Jahr, Titel, Album, Platzierungen, Wochen, Auszeichnungen, Anmerkungen) | Höchstplatzierung, Gesamtwochen, AuszeichnungChartplatzierungen (Jahr, Titel, Album, Platzierungen, Wochen, Auszeichnungen, Anmerkungen) | Höchstplatzierung, Gesamtwochen, AuszeichnungChartplatzierungen (Jahr, Titel, Album, Platzierungen, Wochen, Auszeichnungen, Anmerkungen) | Anmerkungen                              |
| Jahr | Titel Album                 | UK | US | CA | Anmerkungen                              |
| ---- | --------------------------- | --- | --- | --- | ---------------------------------------- |
| 2002 | Wasting My Time The Fallout | UK73 (2 Wo.)UK | US13 (35 Wo.)US | — | Erstveröffentlichung: 25. September 2002 |